# Village ibérique de Castell de Palamós
Le village ibérique de Castell de Palamós est un site archéologique ibère situé sur une petite péninsule de la commune de Palamós (comarque de Baix Empordà), dans la province de Gérone, en Catalogne, en Espagne,. C'était un village de la tribu des Indigetes. Il a été occupé à l'Âge du fer, du VIe siècle av. J.-C. jusqu'à l'époque romaine, avec sa plus grande extension aux IVe et IIIe siècles av. J.-C.

## Historique
Le site de Castell de Palamós a été découvert et fouillé une première fois en 1935 par Lluís Barceló i Bou (ca), conservateur des archives historiques de Palamós et du musée Cau Ferrat, à Sitges. Une seconde campagne de fouilles a été menée de 1943 à 1949 par les archéologues Miquel Oliva et Francesc Riuró.
Le site a été déclaré Bien d'intérêt culturel par l'Espagne le 4 octobre 1996, et Bien culturel d'intérêt national, dans la catégorie Zone Archéologique, par la Généralité de Catalogne en 2005.

## Description
Le site comporte 64 silos enterrés et deux citernes d'eau. Les bases de deux colonnes ont été mises en évidence au sommet de la colline, suggérant l'existence à cet endroit d'un ancien bâtiment public.
L’ancienneté des structures défensives, celle du grand bâtiment situé au sommet de la colline, et le type de céramique trouvé sur le site suggèrent qu’il s’agissait du deuxième établissement ibère le plus important de Catalogne après le village ibérique d'Ullastret.

## Vestiges archéologiques
Lors des fouilles ont été découvertes des amphores (de fabrication locale et importées), des céramiques provenant d'Ullastret et d'Empúries, des céramiques campaniennes et des céramiques sigillées de Gaule, des meules à grain, des poids pour filets de pêche, des lampes, des outils agricoles et des instruments chirurgicaux, des pièces de monnaie et des objets en bronze.
Le vestige le plus important découvert à Castell de Palamós est peut-être une inscription en écriture ibérique gravée sur une plaque de plomb, datée de la première moitié du IIIe siècle av. J.-C. et dont le texte est l’un des plus complets qui aient été trouvés jusqu’à présent en Catalogne.
Une bonne partie des artéfacts archéologiques trouvés sur le site sont conservés au musée d'archéologie de Gérone.

## Galerie

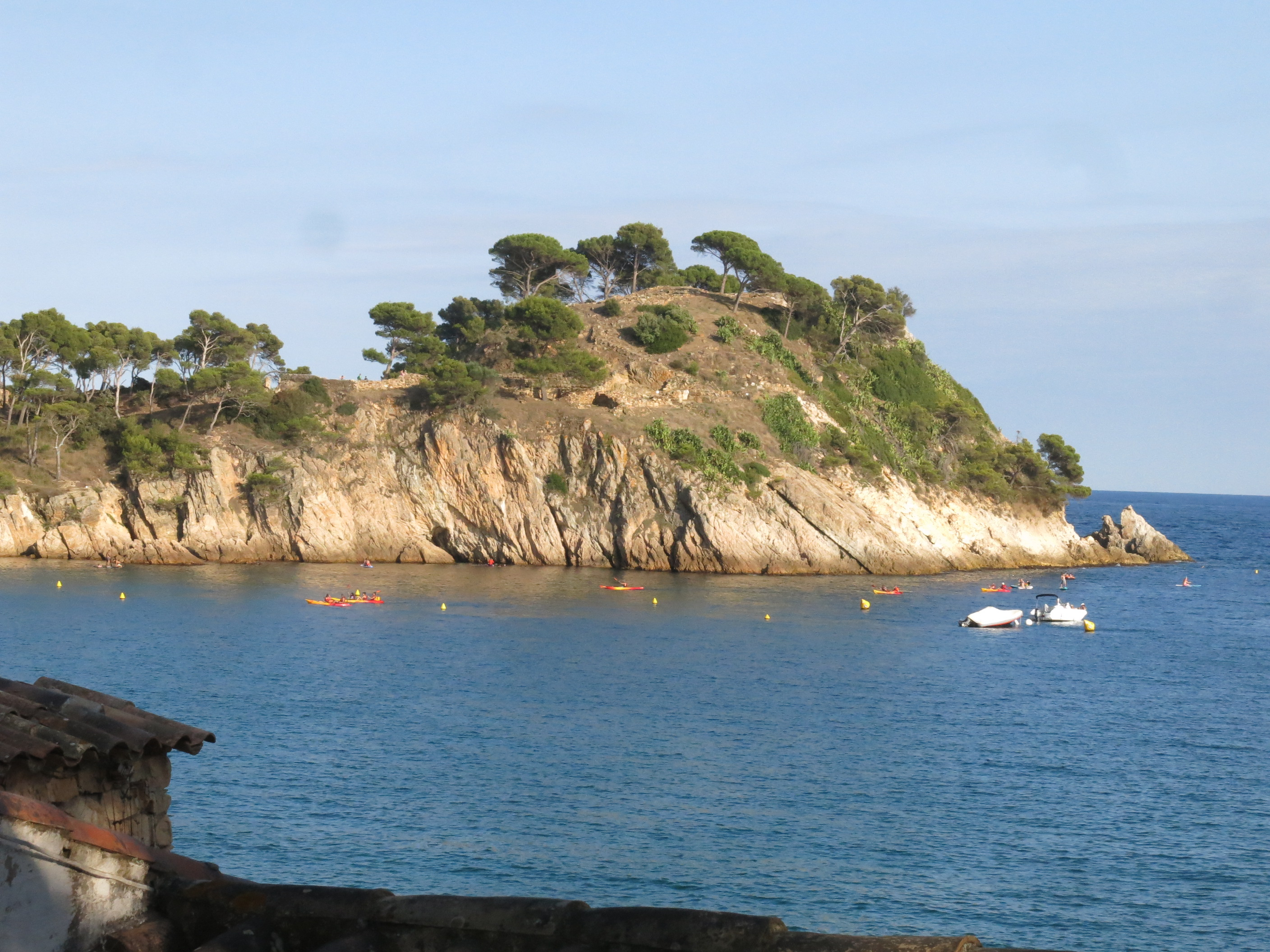
Pointe de Castell de Palamós
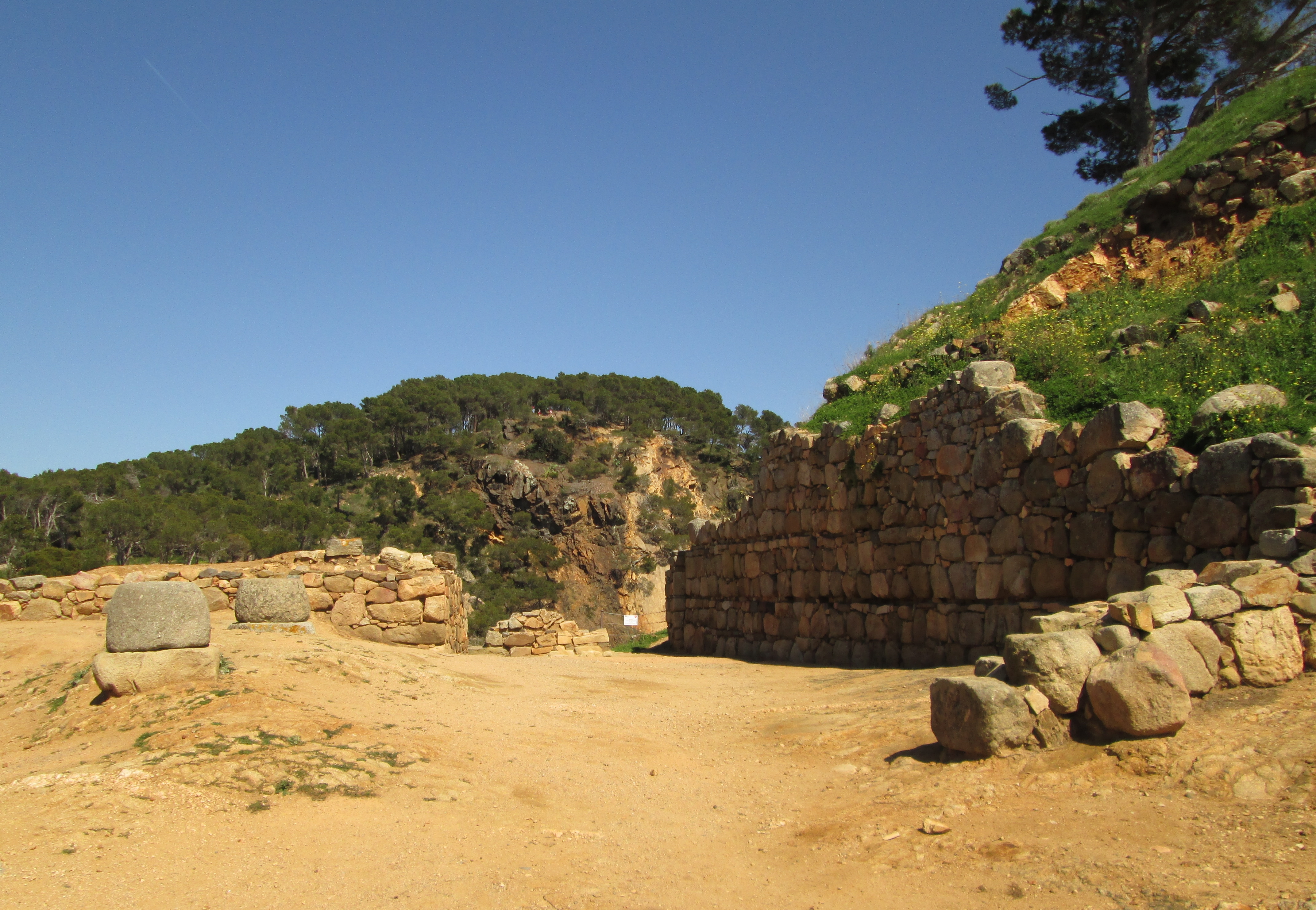
Mur d'enceinte du village
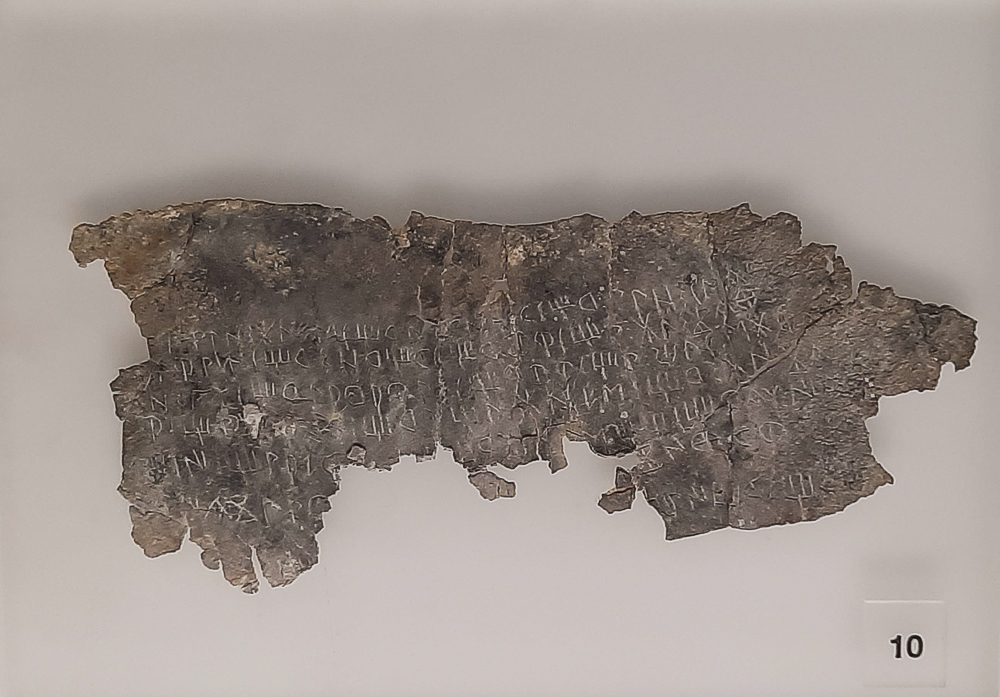
Inscription en langue ibère